# Iranada versicolor
Iranada versicolor är en fjärilsart som beskrevs av Brandt 1939. Iranada versicolor ingår i släktet Iranada och familjen nattflyn. Inga underarter finns listade i Catalogue of Life.